# Contea di Lecce
La Contea di Lecce (1055-1463) era una contea normanna di cui Lecce era la capitale.
Confinava a nord con Brindisi, ad ovest con Oria e Nardò, a sud con Soleto e Otranto.

## Periodo Normanno
Nel 1055 i Normanni intrapresero e portarono a termine la conquista di quasi tutto il Salento. Goffredo d'Altavilla (1018-1069), fratello di Roberto il Guiscardo, nel 1058 riuscì a impadronirsi di Nardò e Lecce.
Nel 1088 venne costituito il Principato di Taranto, assegnato a Boemondo I d'Antiochia che includeva anche Oria, Gallipoli e Otranto.
I Normanni tennero corte a Lecce e qui nacque Tancredi d'Altavilla, che ottenne il titolo di conte di Lecce dal 1149 al 1194, con un intervallo dal 1154 al 1169 in cui fu in esilio a Costantinopoli. Tancredi, figlio naturale di Ruggero III di Puglia (1118-1148) e di Emma figlia di Accardo II, conte di Lecce, sarebbe poi divenuto re di Sicilia.
Intanto la contea si era molto ingrandita, difatti ciascun conte aveva annesso sotto la personale giurisdizione feudale altri territori salentini comprendenti grossi centri abitati come Ostuni, Oria, Campi, Maglie, Otranto, Nardò; molti casali tra cui Torchiarolo, Squinzano, Novoli, Trepuzzi, Arnesano, Carmiano, Monteroni, Surbo, San Pietro in Lama, Lequile, San Cesario di Lecce, San Donato di Lecce, Cavallino, Lizzanello, Vernole, Melendugno, Roca; molti villaggi come, per indicare solo quelli vicini al capoluogo, Merine, Caprarica, Galugnano, Castrì, Pisignano, Acquarica, Strudà, Vanze, Acaia, Cerceto, Serrano, Stigliano; e inoltre fertili tenute agricole quali Aurìo, Vermigliano, Tafagnano, Ussano, Padulicchia, Tramacere, ed altri terreni selvosi, acquitrinosi, incoltivabili.
Questo vastissimo dominio personale dei conti d'Altavilla di Lecce cominciò a comprendere nel suo interno numerose infeudazioni minori, per cui il territorio della contea man mano si andava suddividendo in subfeudi dagli illustrissimi Conti concessi in beneficio ad amici baroni, a fedeli cavalieri, a fidati consiglieri, che nella gerarchia feudale diventavano valvassori del Signor Conte, il quale a sua volta era vassallo di Sua Maestà il Re.
Allora, tra i subfeudatari della contea primeggiavano i Maremonti baroni di Campie, Cursi, Minervino e Poggiardo, i Chiaramonte baroni di Sternatia e Zollino, i Guarino baroni di Castrì, Sorano e Acquarica, i Lubello di Maglie e Sanarica, i Monefuscolo di Aradeo e Bagnolo, e inoltre i Maresgallo baroni di Lequile, i De Persona baroni di Matino, Tuglie, Soleto e Mottola, i Capece baroni di Barbarano, i Falconi di Galatone e Fulcignano.

## Periodo Angioino
Re Manfredi cadde combattendo valorosamente (1266) e Carlo d'Angiò s'impadronì della corona del regno di Napoli. Il primo impegno del nuovo re fu quello di eliminare gli avversari e di esautorare di ogni incarico i baroni beneficiati dai sovrani svevi. E nella sistemazione del regno Carlo I assegnò la rinomata contea di Lecce all'amica casata francese dei Brienne.
Gualtieri IV di Brienne venne per prendere possesso della contea, ma i ghibellini salentini capeggiati da Corrado Capece leccese gli impedirono l'ingresso in Lecce; con forti schiere di armati intervenne il figlio Ugo di Brienne, il quale prima si mise a devastare i casali che tentavano di opporre resistenza e poi assalì e occupò la città di Lecce e la punì facendone abbattere le mura e le torri di difesa.
Il conte Ugo, alla morte del padre, ereditò la contea di Lecce e il 1269 ebbe dal re Carlo I d'Angiò il riconoscimento e la riconferma della contea come giurisdizione feudale.
Successivamente, con atto del 5 aprile 1291, dal re Carlo II d'Angiò il conte Ugo ottenne anche il possesso personale, per sé e per i suoi successori, di venticinque casali della contea, tra cui Arnesano, Campi, Carmiano, Carpignano, Cavallino, Cerasole, Corigliano, Lequile, Monteroni, Noha, Padulano, Pisanello, Pisignano, Specchia Rosa, Tafagnano, Tramacere, Vernole.
Il 1305 nella contea di Lecce a Ugo di Brienne subentrò il figlio Gualtieri V, e dopo di questi tenne il possesso feudale l'irrequieto Gualtieri VI, Duca di Atene, Signore di Firenze.

Stemma dei Brienne: d'azur au lion d'or armé et lampassé de gueules

Dalla figlia di Tancredi, Elvira Maria Albina sposata con Gualtieri III di Brienne, la contea di Lecce passò a questa famiglia e nel 1384 a Maria d'Enghien (erede delle famiglie d'Enghien e Brienne), in quanto figlia di Giovanni d'Enghien e nipote di Isabella di Brienne.
L'anno 1384 il conte Pirro d'Enghien morì in Lecce. Egli dalla moglie Margarita de Louxembourg non aveva avuto figli, pertanto la Contea di Lecce passò in eredità alla sorella Maria d'Enghien, ancora fanciulla undicenne sotto tutela di Giovanni Acaya barone di Segine e di Pasquale Guarino barone di S. Cesario.
Con il matrimonio di lei con Raimondo Orsini Del Balzo, conte di Soleto e dal 1393 al 1406 Principe di Taranto, tutto il Salento (attuali provincie di Lecce, Brindisi e Taranto) fu unificato in uno dei feudi più grandi e importanti d'Italia.
A lei si deve il riordino delle attività economiche e amministrative della città di Lecce, con l'emanazione il 14 luglio 1445 degli Statuta et capitula florentissimae civitatis Litii.
Da una raccolta di norme fiscali e bandi regi fatta fare nel 1473 da Antonello Drimi, amministratore della città di Lecce, si ricava l'elenco dei casali che costituivano la contea:
- Nomina casalium ipsorum, locorum, et territoriorum, feudariorum et quantitatis pecuniae in qua taxantur sunt haec:
  - Castrum Corilianj: Uncias quatordecim (Corigliano d'Otranto)
  - Casale Arnesani: Uncias quinque ed mediam (Arnesano)
  - Casale Acquarice: Uncias duas tarenos vigintisex et grana quinque (Acquarica di Lecce)
  - Casale Apilliani: Uncias duas, tarenos tres, grana quindecim (Apigliano)
  - Casale Carmiani: Uncias quator, tarenos septem, grana decem (Carmiano)
  - Casale Strute: Uncias duas, tarenos xxvi, grana v (Strudà)
  - Casale Caprarice: Uncias undecim, tarenos septem et grana decem (Caprarica di Lecce)
  - Casale Campie: Uncias quindecim, tarenos sex (Campi Salentina)
  - Casale Piscopii: Uncias duas, tarenos octo, grana quinque (Casale del Vescovo, da identificare);
  - Iohannes Carazulus: Unciam unam, tarenos septem et medium
  - Casale Tramacere: Uncias tres, tarenos tres et grana quinque (Casale Tramacera, da identificare);
  - Casale Nohe: Uncias novem, tarenos vigintiocto et grana quinque (Noha)
  - Casale Lizanelli: Uncias quinque, tarenos tredicim, et grana decemseptem et medium (Lizzanello)
  - Casale Malliani et Novulis: Uncias quator, tarenos quindecim (Magliano e Villa Convento/Novoli)
  - Casale Sancti Donati: Uncias tredecim et tarenos quindecim (San Donato)
  - Casale Turchiaruli: Uncias duas, tarenos viginti quatuor et medium (Torchiarolo)
  - Casale Montoroni et Lequile: Uncias vigintitres tarenos vigintiduos et grana decem (Monteroni e Lequile)
  - Casale Caballini: Uncias quinque tarenos quindecim (Cavallino)
  - Roberto de Carovineis: Uncias quinque 
  - Stephanus de Cerceto, domina Thomasia Russella, Robertus de Cesania, Guizardus de Sanctogeorgio, Pyrrhus de Castromediano, Herricus de Bononia: Uncias octo tarenos viginti duos et medium.
  - Comes Altimonti: Uncias undecim.

Alla morte di Maria d'Enghien (1446) la contea di Lecce passò al figlio Giovanni Antonio Orsini Del Balzo, che intanto aveva ereditato nel 1420 il principato di Taranto, per poi confluire dopo il 1463 nel Regno di Napoli.

## Periodo Aragonese
Infatti alla morte di Giovannantonio Orsini, conte di Lecce, il re Ferrante in persona, come marito di una sua nipote, si nominò erede delle ricchezze dell'Orsini. Per questo motivo, il re giunse nel Salento e come si legge nei Diarii di Lucio Cardami: "...re Ferdinando venio di Taranto, passò ad Nerito e Gallipoli, et de Gallipoli andò ad Otranto, visitando le fortalizi, et omne loco dello Principe, et alle 11 dicto (dicembre) entrao ad Lezze, et pe omne loco fu receputo sotto pallio de broccato d'oro et carmosino, et se mostrao le omne benigno et gratiuso".
Ferrante d'Aragona ottenne dai baroni della contea di Lecce il fidomaggio, il 20 e 21 dicembre 1463, nel castello di Lecce, dopo che, morto ormai Giovannantonio Del Balzo Orsini, li indusse a riconoscerlo come successore dell'Orsini, per i diritti della propria moglie.

## I conti di Lecce
- Dinastia degli Altavilla:

Stemma Altavilla

- - 1055 - Rainaldo, figlio di Accardo, conte di Lecce;
  - 1055 - Goffredo I, fratello di Rainaldo, conte di Lecce;
  - 1092 - Goffredo II, figlio di Goffredo I, conte di Lecce e di Ostuni, fonda nel 1118 il casale di Santa Maria dei Veterani primo nucleo di Avetrana;
  - 1118 - Accardo II, figlio di Goffredo, conte di Lecce e di Ostuni; nel 1133 fonda il monastero benedettino di San Giovanni Evangelista;
  - 1137 - Goffredo III, conte di Lecce e Ostuni, signore di Caltanissetta;
  - 1157 - Roberto, figlio di Goffredo III, conte di Lecce;
  - 1181 - Tancredi, figlio naturale di Ruggero III di Puglia e di Emma, figlia di Accardo II conte di Lecce; poi re di Sicilia dal 1189 al 1194;
  - 1194 - Guglielmo III, re di Sicilia (deposto);

- Dinastia degli Hohenstaufen (Svevia):

Stemma Hohenstaufen

- - 1194 - Enrico VI, Imperatore del Sacro Romano Impero e Re di Sicilia, sposa Costanza d'Altavilla (figlia di Ruggero II e zia di Tancredi d'Altavilla) erede del regno Normanno;
  - 1194 - Roberto di Biccari; nel settembre del 1199 papa Innocenzo III assicurò la sua protezione a Roberto di Biccaro[1]

- Dinastia dei Brienne:

Stemma Brienne

- - 1200 - Gualtieri III di Brienne, marito di (Albinia, Elvira) Maria di Lecce d'Altavilla, figlia di Tancredi, Conte di Lecce. Muore dopo la battaglia di Sarno nel 1205 e la contea viene confiscata;

- Dinastia degli Hohenstaufen (Svevia):
  - 1205 - Federico II;
  - 1250 - Manfredi di Sicilia, figlio di Federico II;

- Dinastia dei Brienne:
  - 1266 - Gualtieri IV di Brienne che rientra dalla Francia dove la madre lo aveva trasferito sin da piccolo. Investito da Carlo I;
  - 1280 - Ugo di Brienne fedelissimo di casa d'Angiò e figlio di Gualtieri IV;
  - 1306 - Gualtieri V di Brienne, figlio di Ugo;
  - 1324 - Gualtieri VI di Brienne (1304-1356), figlio di Gualtieri V di Brienne, sposa nel 1325 Margherita figlia di Filippo I di Taranto, conte di Brienne e conte di Conversano;
  - 1356 - Isabella di Brienne, sorella di Gualtieri VI di Brienne, sposa Gualtieri d'Enghien (morto nel 1345). Titolare del Ducato di Atene e del regno di Gerusalemme.

- Dinastia d'Enghien:

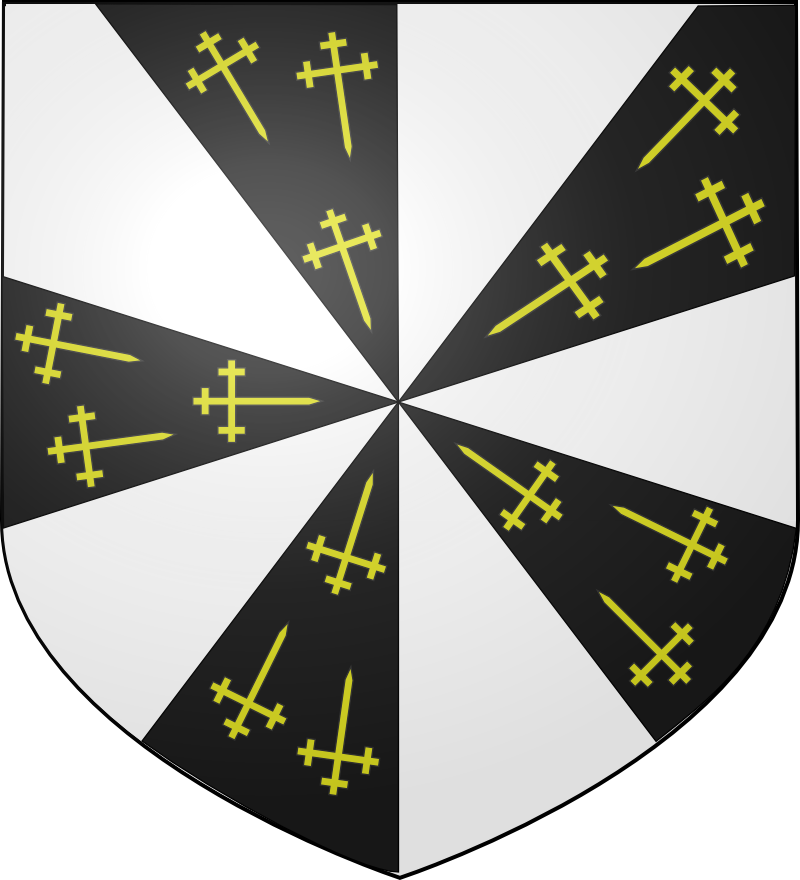
Stemma Enghien

- - 1356 - Sigieri (21 marzo 1364), figlio di Isabella di Brienne e Gualtieri d'Enghien
  - 1357 - Giovanni d'Enghien (morto nel 1380), figlio di Isabella di Brienne e Gualtieri d'Enghien, conte di Lecce e barone di Castro;
  - 1380 - Pietro d'Enghien, figlio di Giovanni, muore nel 1384;
  - 1384 - Maria d'Enghien (1367-1446), figlia di Giovanni ed erede anche dei Brienne a soli 17 anni;

- Dinastia Orsini Del Balzo:

Stemma Orsini Del Balzo

- - 1393 - Raimondo Orsini Del Balzo, conosciuto anche come Raimondello, marito di Maria d'Enghien;
  - 1406 - Ladislao di Durazzo, Re di Napoli, secondo marito di Maria d'Enghien;
  - 1415 - Maria d'Enghien, rientrata dopo la morte di Ladislao nel 1414 ed alcuni mesi di prigionia a Napoli;
  - 1446 - Giovanni Antonio Orsini Del Balzo, figlio di Maria d'Enghien e Raimondello Orsini Del Balzo;
  - 1463 - Bertoldo Orsini Del Balzo, figlio di Giovanni Antonio;

- 1463 - Ferdinando I di Napoli, conosciuto anche come Re Ferrante, alla morte della moglie Isabella (nipote di Giovanni Antonio Orsini Del Balzo) unisce il Principato di Taranto con il Regno di Napoli. Fu a partire dal loro primogenito, l'allora duca di Calabria e futuro Alfonso II, che divenne abitudine dei Re di Napoli attribuire il titolo di Principe di Taranto ai loro figli, pur essendo il principato di fatto scomparso.